# Doug France
(en) Statistiques sur pro-football-reference
Frederick Douglas France Jr dit Doug France (né le 26 avril 1953 à Dayton, et mort le 8 avril 2016) est un joueur américain de football américain.

## Carrière

### Université
France étudie à l'université d'État de l'Ohio, jouant avec les Buckeyes.

### Professionnel
Doug France est sélectionné au premier tour du draft de la NFL de 1975 par les Rams de Los Angeles au vingtième choix. La première saison de Doug le voit jouer quatorze matchs dont un comme titulaire avant de commencer la saison suivante comme offensive tackle. En 1977, il est sélectionné pour la première fois au Pro Bowl et une nouvelle fois la saison suivante après avoir joué tous les matchs comme titulaire. En 1979, il récupère un fumble.
En 1981, il perd sa place de titulaire, jouant huit matchs dont un comme titulaire. Il fait partie de l'effectif de la saison 1982 pour les Rams mais ne joue aucun match, sans doute à cause d'une blessure et est libéré par la franchise. Il signe pour la saison 1983 avec les Oilers de Houston, jouant treize matchs comme titulaire, récupérant un fumble. Après cette saison, il décide de prendre sa retraite.